# Port lotniczy San Diego
Port lotniczy San Diego (San Diego International Airport) – port lotniczy położony w San Diego, w Kalifornii. Obsługuje rocznie około 22 mln pasażerów.

## Linie lotnicze i połączenia

### Terminal 1
- Air Canada (Toronto-Pearson)
  - Air Canada Jazz (Vancouver)
- Alaska Airlines (Portland (OR), Los Cabos, San Francisco (do 30 września), Seattle/Tacoma)
  - Horizon Air (Boise, El Paso [od 16 lutego 2019][1], Portland (OR), Spokane)
- Southwest Airlines (Albuquerque, Austin, Baltimore/Waszyngton, Chicago-Midway, El Paso, Houston-Hobby, Kansas City, Las Vegas, Nashville, Oakland, Phoenix, Reno/Tahoe, Sacramento, San Antonio, San Francisco (od 26 sierpnia), San Jose (CA), Tucson)
- United Airlines (Chicago-O'Hare, Denver, Honolulu (sezonowo), San Francisco, Waszyngton-Dulles)

### Terminal 2
- Aeroméxico (Los Cabos, Meksyk)
- AirTran Airways (Atlanta, Orlando (sezonowo))
- Alaska Airlines
- Aloha Airlines (Kahului)
- American Airlines (Boston, Chicago-O'Hare, Dallas/Fort Worth, Nowy Jork-JFK, St. Louis)
- Continental Airlines (Cleveland (sezonowo), Houston-Intercontinental, Newark)
- Delta Air Lines (Atlanta, Cincinnati, Nowy Jork-JFK, Salt Lake City)
  - Delta Connection obsługiwane przez SkyWest (Salt Lake City)
- Frontier Airlines (Cancún (do 2 września), Denver, Mazatlán (sezonowo, od 15 grudnia))
- Hawaiian Airlines (Honolulu, Kahului)
- JetBlue Airways (Boston, Nowy Jork-JFK, Salt Lake City, Waszyngton-Dulles)
- Midwest Airlines (Kansas City)
- Northwest Airlines (Detroit, Minneapolis/St. Paul)
- Skybus Airlines (Columbus)
- Sun Country Airlines (Minneapolis/St. Paul)
- US Airways (Charlotte, Filadelfia, Phoenix)
  - US Airways obsługiwane przez America West Airlines (Las Vegas, Filadelfia, Phoenix)
  - US Airways Express obsługiwane przez Mesa Airlines (Los Cabos, Phoenix, Puerto Vallarta)
- Virgin America (San Francisco) (od 12 lutego 2008)

### Commuter Terminal
- American Airlines
  - American Eagle (Los Angeles, San Jose (CA))
- Delta Air Lines
  - Delta Connection obsługiwane przez ExpressJet Airlines (Los Angeles)
- ExpressJet Airlines (Bakersfield, Boise, Colorado Springs, Fresno, Monterey, Oklahoma City, Omaha, Spokane, Tulsa)
- United Airlines
  - United Express obsługiwane przez SkyWest (Los Angeles)